# São Sebastião do Uatumã
São Sebastião do Uatumã là một đô thị thuộc bang Amazonas, Brasil. Đô thị này có diện tích 10741,04 km², dân số năm 2007 là 8309 người, mật độ 0,77 người/km².